# Papiro di Artemidoro

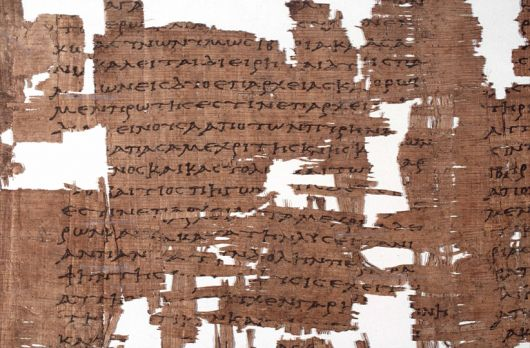
Un frammento del papiro con il testo di Artemidoro

Il papiro di Artemidoro è un imponente papiro databile al I secolo d.C. che contiene il testo di un'opera miscellanea di geografia, di cui una sezione è attribuibile al geografo antico Artemidoro di Efeso, oltre a una ricca serie di disegni e la mappa geografica di una località imprecisata.
Sull'effettiva autenticità del papiro si dibatte da anni, a causa dei dubbi sollevati sin dal 2006 da Luciano Canfora, il quale lo ritiene un falso realizzato da Costantino Simonidis, avventuriero del XIX secolo. Le tesi di Canfora sono state sostenute da una parte della comunità scientifica e contraddette da un'altra parte: alcuni filologi (per esempio Giambattista D'Alessio, Jürgen Hammerstaedt, Peter Parsons), infatti, hanno presentato prove e argomenti a supporto dell'antichità del testo del papiro. Dopo la nascita della controversia il papiro è stato sottoposto all'analisi del carbonio 14, che ha confermato la datazione tra il I secolo a.C. e il I secolo d.C. già proposta dai primi editori in base a confronti paleografici. Secondo lo studioso francese Jean-Luc Fournet, "è deplorevole che la controversia sull'autenticità di questo papiro abbia screditato un pezzo così eccezionale, a tal punto che molti studiosi ancora non osano citarlo o trarne tutto il vantaggio che merita".

## Composizione materiale
Il papiro è alto 32,5 centimetri e lungo circa due metri e mezzo, ed è frammentato in molteplici pezzi: la prima parte si compone di un frammento di cm 27,5 x cm 32,5 contenente l'agraphon (parte non scritta) e la colonna I; la seconda parte si compone di tre frammenti (a, b e c) che costituiscono le colonne II e III del testo; la terza parte, ampia oltre cm 93,5, è composta da circa venti frammenti e contiene una carta geografica, le colonne IV e V del testo e un vasto frammento con raffigurazioni di mani, piedi e volti; la quarta parte contiene un disegno. Il verso del papiro è completamente coperto di disegni. Il rotolo appare perciò mutilo all'inizio e alla fine e presenta numerose mancanze al proprio interno: delle colonne di scrittura, ad esempio, la II e la III sono molto danneggiate. Le colonne di scrittura sono di ampiezza alquanto irregolare, oscillante fra i 10 e i 16 cm; inoltre la lunghezza delle colonne varia dai 38 righi della colonna IV ai 45 righi della colonna V.

## Contenuto
Il papiro contiene un testo geografico: nelle prime due o tre colonne vi è un proemio nel quale la geografia viene messa in rapporto e a confronto con la filosofia; nelle colonne IV e V, invece, si trova un'informazione sulla divisione amministrativa della Spagna, ripartita nelle due province Tarraconese e Betica, poi un periplo della Spagna a partire dai Pirenei e dal promontorio di Afrodite Pirenaica fino al promontorio degli Artabri nell'Oceano Atlantico. La coincidenza (non perfetta) del testo relativo alla divisione amministrativa della Spagna con un frammento (fr. 21) del geografo Artemidoro di Efeso (II-I secolo a.C.) ha indotto gli studiosi Claudio Gallazzi e Bärbel Kramer a ritenere che il papiro conservasse parti del testo dei Geographoumena del geografo efesino.
Sono presenti, inoltre, nel papiro una carta geografica che, per vicinanza con il periplo della Spagna, si è ritenuto dovesse raffigurare appunto una regione della penisola iberica, la Betica secondo un'ipotesi; nonché numerosi disegni di parti anatomiche (verosimilmente copie di parti di statue) sul recto e animali, reali o fantastici, sul verso, accompagnati questi ultimi da didascalie.

## Storia del papiro

### Origine e datazione
Secondo il giudizio dei primi studiosi che l'hanno esaminato, Claudio Gallazzi, Bärbel Kramer e Salvatore Settis, il papiro sarebbe databile, su base paleografica, tra il I secolo a.C. e il I secolo d.C. Nell'edizione del papiro gli autori propongono il confronto con la scrittura di numerosi papiri rinvenuti e pubblicati nel XX secolo: P.Mil.Vogl. I 14 = MP3 2361 = LDAB 6790 (seconda metà del I sec. a.C.), P.Bingen 45 (33 a.C.), P.Oxy. XII 1453 (30-29 a.C.), Laterculi Alexandrini = MP3 2099 + 2068 = LDAB 6897 = PGB 7b (fine I sec. a.C.), MPER NS 1r = MP3 2322 = LDAB 4397 (I secolo d.C.), P.Oxy. XIX 2214 (età di Augusto), P.Lond.Lit. 11 = MP3 0697 = LDAB 1957 (I secolo d.C.), P.Oxy. XXXI 2535 = MP3 1763.1 (I secolo d.C.).
In seguito alla nascita della controversia sull'autenticità, il papiro è stato testato col metodo del carbonio 14 presso la Sezione di Firenze dell'Istituto Nazionale di Fisica Nucleare (INFN), nel Laboratorio di tecniche nucleari per i Beni Culturali (LABEC) e presso il Centro Regionale di Competenza per lo Sviluppo e il Trasferimento dell'Innovazione Applicata ai Beni Culturali di Caserta (INNOVA), nel laboratorio CIRCE (Center for Isotopic Research on the Cultural and Environmental Heritage). Le analisi su vari campioni provenienti da diverse aree del rotolo hanno confermato una datazione del materiale tra il 40 a.C. e il 130 d.C. con un livello di sicurezza del 95,4%, e all'interno di questo intervallo temporale si raggiunge una datazione più precisa tra 15 d.C. e 85 d.C. con un livello di sicurezza del 68%.
È stato dichiarato, in un primo momento, che il papiro sarebbe stato trovato all'interno di una maschera funeraria di cartapesta del I secolo d.C., insieme a più di venti papiri documentari di periodo oscillante fra i regni di Nerone e di Domiziano: in assenza di riscontri oggettivi, anche questa notizia è stata messa in dubbio; la notizia che il papiro provenisse da una maschera di cartapesta è stata poi smentita. Al posto di questa versione, è stata dichiarata la provenienza da un ammasso ("Konvolut"), non meglio definito, di papier-maché.

### Le tre vite
Secondo i primi studiosi, la singolare e straordinaria compresenza di testo e disegni si spiegherebbe con una travagliata vicenda, nota come teoria delle tre vite. Il papiro, destinato a essere una copia di lusso dei Geographoumena, doveva contenere il testo dell'opera geografica intervallato da mappe (una modalità di costruzione dei manoscritti geografici di cui non possediamo alcun altro esempio da un'antichità così remota); un errore nella realizzazione della prima mappa, che avrebbe probabilmente dovuto essere una raffigurazione dell'intera Spagna, avrebbe causato l'interruzione della copiatura. Il papiro prodotto fino a quel momento, invece di essere distrutto, sarebbe stato riutilizzato come album per schizzi e bozzetti (cahier d'artiste) per pittori che intendessero mostrare anticipatamente ai propri committenti i motivi iconografici da realizzare: di qui le raffigurazioni di animali sul verso. Infine, esaurito lo spazio sul verso, il papiro fu ancora impiegato negli spazi rimasti liberi sul recto (l'agraphon e lo spazio successivo alla colonna V), per contenere le esercitazioni grafiche dei giovani apprendisti pittori di bottega. Dopo più di un secolo di reimpieghi, il papiro sarebbe divenuto carta da macero e utilizzato, insieme a altri papiri documentari, per farne cartapesta ad uso funerario.
In origine, era trapelata la voce, sostenuta autorevolmente, che il papiro sarebbe stato ritrovato in una maschera funeraria. Al momento della pubblicazione dell'edizione critica (marzo 2008) si è saputo che non di una maschera si trattava, bensì di un ammasso di papiro macerato, che «doveva costituire l'imbottitura di una cavità non meglio precisabile» (p. 60), come ad esempio il riempitivo per le fauci di un coccodrillo imbalsamato. Il processo di smontaggio e di salvataggio del papiro non è affatto documentato: solo a seguito della pubblicazione dell'edizione critica, è comparsa una foto che ritraeva il Konvolut, ovvero l'ammasso di papier-maché, già parzialmente smontato. Tale foto, secondo un articolo apparso su "Quaderni di Storia" sarebbe però stata manipolata (vedi oltre).

### Storia recente
Del papiro si è cominciato a parlare fra i papirologi nei primi anni Novanta, quando il manufatto era di proprietà di un collezionista tedesco; nel 1998 Gallazzi e Kramer pubblicarono, sull'«Archiv für Papyrusforschung», una prima dettagliata descrizione dell'oggetto. Nel 2004, quindi, il papiro è stato acquistato dalla Fondazione per l'Arte della Compagnia di San Paolo di Torino per la somma di 2 750 000 euro. Qualche tempo dopo, esso è stato oggetto della mostra Le tre vite del papiro di Artemidoro, curata dai Settis e Gallazzi, e tenutasi a Torino, a palazzo Bricherasio, dall'8 febbraio al 7 maggio 2006. Terminata la mostra, il papiro è stato trasferito presso il Laboratorio di Papirologia dell'Università di Milano. Nel marzo 2008 è stata inaugurata una mostra all'Ägyptisches Museum und Papyrussammlung di Berlino. Inizialmente ne era stato promesso il deposito in comodato gratuito presso il Museo Egizio di Torino. Dal 7 ottobre 2014 è esposto presso il Museo di Antichità di Torino.
Nel frattempo, dal settembre 2006, è sorta un'accesa discussione, poiché il filologo Luciano Canfora, dell'Università di Bari, ha dichiarato che il papiro sarebbe un falso. La polemica, sorta in sedi scientifiche, è stata poi rilanciata dai principali quotidiani nazionali e ha progressivamente coinvolto un numero crescente di studiosi.

## Il dibattito su autenticità o falsità
Canfora ha sostenuto che il papiro non può essere di Artemidoro, come ritengono Gallazzi e Kramer, poiché lo impedirebbero una lingua greca molto lontana dagli usi e dal lessico propri del II/I secolo a.C. e diverse contraddizioni fattuali che possono essere spiegate solo alla luce di evoluzioni posteriori delle conoscenze geografiche. Inoltre, secondo Canfora, ci sarebbe anche la presenza nel testo di alcune congetture formulate da critici moderni, che il redattore/autore avrebbe introdotto nel papiro senza accorgersi della loro modernità. La ricerca di Canfora per individuare un possibile indiziato per il falso si è appuntata su Costantino Simonidis, un calligrafo greco della metà dell'Ottocento, celebre autore di molti falsi con cui tentò (a volte riuscendoci) di ingannare studiosi di tutta Europa. Celebre il caso del falso Uranio, con cui gabbò perfino Wilhelm Dindorf. Simonidis, di cui a Liverpool sono conservati alcuni falsi papiracei, ebbe particolare interesse per la geografia antica, come dimostra il falso periplo di Annone da lui realizzato.
L'edizione critica da parte di Gallazzi, Kramer e Salvatore Settis (con la collaborazione di A.C. Cassio, A. Soldati e G. Adornato), presentata a Berlino nel marzo 2008, in occasione di una mostra dedicata al papiro di Artemidoro, ha apportato alcuni argomenti a difesa dell'autenticità del papiro:
1. l'analisi del carbonio 14 fornisce una datazione per il papiro fra il I secolo a.C. e il I secolo d.C.;
2. la composizione degli inchiostri al nerofumo indica l'assenza di metalli e risulta puramente organica, ed è compatibile con l'epoca tolemaico-romana;
3. l'analisi paleografica indica un'età attorno al I secolo d.C.;
4. i papiri documentari che erano impastati insieme al papiro di Artemidoro recano date della seconda metà del I secolo d.C.
5. nel papiro è menzionata la città di Ipsa, la cui esistenza fu rivelata soltanto dalla citazione in tre monete scoperte nel 1986, e di cui dunque non poteva essere a conoscenza un falsario dell'Ottocento[28].

A questi e ad altri argomenti di questo tipo ha risposto Canfora con un articolo sul Corriere della Sera del 20 marzo 2008, nel quale si annunciava anche un nuovo prossimo intervento sul tema:
1. l'analisi del carbonio 14 è stata effettuata solo sul supporto papiraceo, non sull'inchiostro, per questo motivo è possibile valutare solo l'antichità del materiale di partenza ed è noto che i falsari capaci adoperano materiali antichi;
2. la composizione degli inchiostri a base di nerofumo è nota a chiunque legga le opere di Vitruvio e Plinio il Vecchio ed è dunque agevole per chiunque riprodurre per i propri scopi un inchiostro del tutto identico a uno antico;
3. l'analisi paleografica non è così dirimente, anche perché un falsario avrebbe potuto avvalersi di molteplici spunti per imitare una scrittura antica;
4. non è possibile documentare l'autenticità di un papiro menzionando altri papiri che sarebbero stati ritrovati con esso, stante il fatto che non vi è prova sicura del ritrovamento congiunto (l'unica fotografia addotta mostra il cosiddetto Konvolut già parzialmente smontato)[30];
5. la menzione della città di Ipsa non sarebbe significativa, dal momento che alcune iscrizioni note già dal Settecento fanno riferimento ad una città, situata nell'entroterra betico, chiamata Ipsca (odierna Castro del Río) [ovvero: CIL II, 1568-1581], mentre le monete menzionate, peraltro ritrovate a Vila Velha (Alvor) e non in Betica, recano notizia di una città chiamata Ipses (toponimo iberico), non Ipsa.

Uno studioso tedesco, Jürgen Hammerstaedt ha sostenuto l'autenticità del papiro in base ad un'analisi filologica del testo che mostra particolarità di cui un falsario dell'Ottocento (Simonidis morì non più tardi del 1890) non avrebbe potuto avere cognizione. Tra di esse, l'indicazione delle cifre delle migliaia mediante il segno chiamato sampi sormontato da numeri moltiplicatori: il sistema è stato oggetto di studio solo dopo il 1897 a partire dalla pubblicazione di iscrizioni dell'Asia Minore e di papiri egiziani dove se ne fa uso, ed è stato pienamente spiegato nel 1907 con la pubblicazione di papiri greci della fine del IV secolo a.C. scoperti a Elefantina nel 1906. A questa difficoltà Canfora ha risposto che Simonidis, avendo avuto la possibilità di osservare iscrizioni dell'Asia Minore, sarebbe stato il primo a riscoprire quel sistema di numerazione e avrebbe celato la scoperta nel papiro che sarà poi ritrovato alla fine del XX secolo. La spiegazione di Canfora, da lui riproposta in diverse pubblicazioni, è stata definita da Dominic Rathbone come "desperate".
L'11 giugno 2008 il quotidiano romano la Repubblica ha pubblicato, come copertina culturale, un intervento di Anna Ottani Cavina, intitolato Un papiro di pieno Ottocento, nel quale viene sostenuta la natura recente dei disegni figuranti nel cosiddetto papiro di Artemidoro. Secondo Canfora la tavola 13 del manuale di Charles-Antoine Jombert, Nouvelle méthode pour apprendre à dessiner sans maître (1740), sarebbe identica ai disegni della parte centrale del recto del papiro, per cui il papiro sarebbe posteriore alla pubblicazione di questa tavola. La rivista «Storia dell'Arte», diretta da Maurizio Calvesi, ha presentato nel numero 119 (2008) un'amplissima recensione al volume laterziano Il papiro di Artemidoro. La recensione affronta soprattutto gli aspetti storico-artistici del papiro di Artemidoro sostenendo che i disegni che occupano gran parte di esso non possono che essere opera di artisti moderni e fornisce riscontri comparativi. Nella recensione si propone l'ipotesi che il proemio si basi su una fonte moderna, la prefazione alla Erdkunde im Verhältniss zur Natur und zur Geschichte des Menschen di Karl Ritter (nella traduzione francese Géographie générale comparée ou Science de la Terre dans ses rapports avec la nature et l'histoire de l'homme, 1836). Raffrontando i due testi questa ipotesi è stata esaminata in dettaglio e respinta dallo studioso tedesco Jürgen Hammerstaedt nell'articolo The status quaestionis of the Artemidorus Papyrus. La «Süddeutsche Zeitung» (Monaco di Baviera) del 9 agosto 2008 dà notizia della pubblicazione avvenuta in Italia di un saggio bilingue, curato da L. Canfora e L. Bossina, intitolato Wie kann das ein Artemidor-Papyrus sein?, che sostiene la tesi della falsificazione. A questo titolo alluderà poi J. Hammerstaedt con l'articolo intitolato Come fa a essere un papiro falsato?. Un sistematico riesame dei disegni del papiro è stato in seguito pubblicato dal docente di archeologia e arte greca Gianfranco Adornato, il quale conclude che "nessun disegno medievale o moderno è stato prodotto con la stessa tecnica e con gli stessi strumenti identificati nel caso di P. Artemid. Il confronto con opere che sono indubbiamente antiche offre una forte prova contro l'ipotesi che si tratti di un falso moderno".
Il 28 ottobre 2013 L. Canfora indirizza un esposto per frode all'allora Procuratore della Repubblica di Torino Gian Carlo Caselli. Poche settimane dopo Caselli annuncia il pensionamento e il fascicolo passa al procuratore Armando Spataro, che in seguito, il 20 luglio 2016, darà formalmente inizio al procedimento investigativo. Pochi giorni prima del suo pensionamento nel dicembre 2018, Spataro firma il 29 novembre 2018 la richiesta di archiviazione del procedimento nei confronti del mercante antiquario Serop Simonian che vendette il papiro nel 2004. Sebbene la relazione di Spataro non dichiari esplicitamente che Simonian fosse consapevole di una presunta falsificazione, il procuratore prende atto che un reato di frode compiuto da Simonian sarebbe ormai caduto in prescrizione. Sposando la tesi di Canfora “sulla base di elementi indiziari” (pagina 33 della richiesta di archiviazione) Spataro addita il papiro come un falso ottocentesco del falsario greco Costantino Simonidis, aggiungendo che "È dunque inutile disporre una consulenza, tanto più che i costi di questa non potrebbero essere giustificati, considerata l'estinzione del reato per intervenuta prescrizione" (pagina 33 della richiesta di archiviazione). Le conclusioni del magistrato sono state criticate da Salvatore Settis, già sostenitore dell'autenticità, e da Tomaso Montanari, i quali hanno lamentato che il procuratore Spataro non si è avvalso di consulenti scientifici e pare avere utilizzato solo il materiale bibliografico presentato da Canfora. Nelle pagine della richiesta di archiviazione infatti Spataro, "apparentemente all'oscuro di tutte le prove contrarie" (come ha notato la storica dell'arte Anna Somers Cocks), non menziona le molte argomentazioni presentate negli anni a supporto dell’autenticità del papiro, limitandosi a dichiarare che ulteriori consulenze sarebbero inutili a fini giudiziari.
In particolare, l'ipotesi che autore del falso sia Costantino Simonidis è stata messa in discussione, per esempio da G.B. D'Alessio: "the identification of this papyrus as a forgery by Constantine Simonides involves a great deal of altogether fantastic ad hoc hypothetical constructions that, far from providing a more economical explanation of the evidence, force their advocates into more and more implausible fictions"; "hypothetical forger(s), moreover, should have been endowed with such a range of scholarly, scientific competences and practical skills as to make this hypothesis far less economical than the most obvious dating of the writing of the text to the same period of the papyrus itself, i.e., roughly, between the late 1st century BCE and the late 1st century CE".
L'analisi del papiro con il metodo del 14C dimostra che il supporto papiraceo è sicuramente antico (risalente al I secolo d.C.). Le analisi effettuate sugli inchiostri hanno dato origine a risultati controversi.
Il 16 giugno 2019 la trasmissione televisiva Report annuncia che, in seguito a ulteriori analisi spettroscopiche eseguite presso l'Istituto Centrale per la Patologia del Libro del Ministero per i beni e le attività culturali e per il turismo, gli inchiostri del papiro di Artemidoro sarebbero risultati "senza impurezze" e inoltre che negli inchiostri sarebbe stata riscontrata la presenza di diamante esagonale, altro nome della lonsdaleite. Nel corso della trasmissione il diamante esagonale viene descritto dalla giornalista Giulia Presutti e dalla restauratrice Cecilia Hausmann come "elemento che in natura si trova solo nelle rocce meteoriche, in Sri Lanka o in Canada", "quindi non in Egitto", e come "un prodotto industriale che nasce più o meno nell’Ottocento". Il 17 giugno 2019 esce sulle pagine di la Repubblica un articolo del grecista Federico Condello (Università di Bologna) che riporta e commenta le anticipazioni del servizio di Report, dando particolare risalto alle precisazioni sul diamante esagonale e concludendo che “i tanti studiosi che in questi anni [...] hanno evitato di pronunciarsi trarranno coraggio dalla chimica e ammetteranno finalmente che qualcosa non va: lo si sapeva da tempo, ma non è mai tardi per riconoscerlo. [...] nessuno, se intellettualmente onesto, può dichiarare questo papiro autentico”. Tuttavia le caratteristiche specificate nel servizio di Report non corrispondono a quelle del materiale chiamato diamante esagonale. La lonsdaleite è uno tra i minerali più rari, si presenta sempre in quantità minime e in forma di cristalli microscopici, e la sua classificazione come materiale distinto dal diamante è stata inoltre messa in discussione. Sri Lanka e Canada non sono zone privilegiate di reperimento del minerale chiamato lonsdaleite, che si potrebbe trovare ovunque si siano verificati impatti di meteoriti (avvenuti in tutti i paesi e in tutte le aree geografiche del mondo), e la lonsdaleite non è documentata come prodotto di procedimenti industriali del XIX secolo. È stata infatti identificata la prima volta dagli scienziati solo negli anni sessanta del Novecento analizzando le rocce del Meteor Crater in Arizona, e in seguito è stata trovata anche in altri siti sede di impatti meteoritici, Egitto compreso: è stata per esempio individuata in Russia nel sito di Tunguska e nel cratere di Popigai, in Germania nel cratere di Nördlingen, ed è contenuta nel campione di roccia chiamato "Ipazia" trovato nel 1996 nella stessa area del deserto dell'Egitto sudoccidentale dove è presente il vetro del deserto libico. Come per il diamante sintetico, le tecniche che permettono di produrre lonsdaleite artificialmente sono state messe a punto nel corso del XX secolo, e finora applicate solo a livello sperimentale: con tecnologie sofisticatissime si può ottenere in laboratorio tramite compressione e riscaldamento di grafite, utilizzando presse o detonazioni con pressioni enormi, da 50 a oltre 170 gigapascal (molto più alte di quelle necessarie per ottenere il diamante sintetico), ed è stata ottenuta con la tecnica della deposizione chimica da vapore. La presenza della rarissima lonsdaleite non è mai stata trovata altrove in inchiostri, pigmenti o qualsiasi manufatto più o meno antico. Bisogna tuttavia tenere presente che, come sottolineato alcuni anni fa da specialisti di petrologia, l'identificazione della lonsdaleite è facilmente soggetta a errore nell'interpretazione degli spettri Raman: "When considering the list of natural occurrences of lonsdaleite, it would be prudent to bear in mind that lonsdaleite, unlike other mineral species, is not easy to identify definitively, because Raman spectra can be ambiguous and a transition toward cubic 3C diamond is common". A parte l’oggettiva difficoltà di identificazione di un materiale come la lonsdaleite, più in generale i fisici specialisti di spettroscopia hanno notato che recentemente in diversi campi sono diventati numerosi gli errori di interpretazione derivanti dall’ampia disponibilità dei moderni spettrometri Raman (sempre più automatizzati) in combinazione con l’utilizzo da parte di personale non specializzato in fisica e spettroscopia. Anteriormente all'edizione del papiro del 2008 gli inchiostri erano già stati sottoposti a esami chimico-fisici, inclusa la spettroscopia Raman, e nel volume del 2008 erano già presentati in dettaglio i risultati delle analisi, in un capitolo dove docenti universitari del settore della chimica e della spettroscopia applicate ai beni culturali evidenziano l’assenza di anomalie nella composizione degli inchiostri, che risultarono essere a base di nerofumo, composto principalmente da carbonio amorfo, e con le impurezze tipiche degli inchiostri antichi. Nello studio finalmente pubblicato nel volume Il papiro di Artemidoro: studio, analisi, restauro, a cura dell'Istituto Centrale per la Patologia degli Archivi e del Libro, si legge che "è stato possibile riconoscere e raggruppare gli inchiostri in sette «famiglie» differenti, di cui alcune caratterizzate dalla presenza di siti sp3 di Diamante esagonale, caratteristico di alcuni meteoriti non, per quanto noto agli autori, localizzate nell'area geografica in cui il papiro dovrebbe essere stato realizzato"; questa affermazione è però contraddetta da quanto aggiunto subito dopo dagli stessi autori: "Tali siti possono anche derivare da zone difettive del Diamante cubico, per cui la loro attribuzione ad una specifica struttura di carbone[sic] è, al momento, difficoltosa". Nella stessa pagina viene quindi ammesso che i ricercatori non sono sicuri della natura dei siti sp3 registrati nel corso delle analisi, e, dunque, negato il valore probante dell'individuazione dei siti sp3 per stabilire l'origine geografica del carbonio amorfo contenuto negli inchiostri del papiro (il carbonio amorfo presenta normalmente frazione di legami sp3 e sp2). In ogni caso, l’origine di un materiale come la lonsdaleite non può avere una delimitazione geografica, proprio per le sue stesse caratteristiche. A p. 111 gli autori affermano “Il Diamante esagonale può, inoltre, formarsi da carbonio pirolitico, ma questo è un prodotto industriale (in natura, a nostra conoscenza, si trova in miniere canadesi e in Sri Lanka)”: in questo passo, “prodotto industriale” si riferisce al carbonio pirolitico – e a partire da questo materiale la formazione di lonsdaleite è stata osservata non in normali processi industriali ma solo in condizioni sperimentali, in laboratori di ricerca applicando la pressione enorme di 50 GPa (più alta della pressione di detonazione del CL-20, uno dei più potenti esplosivi conosciuti). Il soggetto grammaticale della frase “si trova in miniere canadesi e in Sri Lanka” è ancora il carbonio pirolitico (su questo punto gli autori non forniscono riferimenti bibliografici), e non il diamante esagonale: ma in relazione agli inchiostri del papiro la connessione tra quel materiale e i legami sp3  (e picco Raman 1305 cm-1) è puramente speculativa. Come lì precisato poche pagine prima (p. 106) e come è ben noto nel campo della chimica, “i composti carboniosi possono avere le più disparate origini e, all’interno di un materiale amorfo, possono essere contenute più strutture con reticoli cristallini diversi e differenti ibridazioni dell’atomo di carbonio”. Nelle conclusioni gli stessi autori continuano dichiarando esplicitamente i limiti delle loro analisi e dei confronti da loro effettuati: "Altri riferimenti standard, eventualmente con diverse proporzioni di siti o ibridizzazioni differenti, dovrebbero essere individuati e analizzati, anche con una PCA appositamente mirata all'analisi del dato Raman". Gli autori aggiungono inoltre che "le indagini MA-XRF hanno evidenziato l'assenza di impurezze negli inchiostri ed è piuttosto raro che mediazioni grafiche artigianali possano fornire materiali tanto puri". Le stesse analisi esposte confermano però (come nelle prime analisi precedenti al 2008) la presenza di sostanze estranee alla base di nerofumo, ovviamente in quantità minime. Infine, le analisi chimiche degli inchiostri hanno rilevato l'uso di diversi tipi di inchiostri sul papiro, ma uniformemente distribuiti nelle sue varie parti e non circoscritti ad aree delimitate: ciò comporta l'impossibilità di attribuire a fasi diverse la realizzazione del testo, della mappa e dei disegni, il che rende ancora più anomala la costruzione di un oggetto del genere come esito di un progetto unitario.
Le verifiche sull'antichità degli inchiostri fanno seguito a un'ipotesi convintamente sostenuta da L. Canfora dopo aver preso atto della indiscutibile datazione al radiocarbonio sul supporto papiraceo che ha confermato la datazione paleografica proposta già nel 1998 dai primi editori: secondo Canfora l'ipotetico falsario, individuato in Costantino Simonidis, avrebbe usato un antico papiro rinvenuto completamente bianco, preparando l'inchiostro a imitazione degli inchiostri antichi e simulando la scrittura del I secolo d.C. A questa ipotesi di Canfora è stato obiettato che per raggiungere un tale risultato "anche il più abile dei falsari" "dovrebbe datare il materiale raccolto, per poter incollare insieme solo pezzi risalenti al I sec. d.C., affinché l’età del supporto sia coincidente con le caratteristiche della scrittura usata per stendere il testo del recto e le didascalie del verso, che sono assegnabili al I sec. d.C. su base paleografica"; questa difficoltà "ai nostri giorni potrebbe essere superata da un falsario agguerrito, che avesse accesso ad un acceleratore atomico e che effettuasse delle datazioni con il metodo del 14C".

### La foto delKonvolut
Sin dall'inizio della controversia sull'autenticità del papiro, era stato messo in rilievo come non esistesse nessuna documentazione del processo di smontaggio del cartonnage nel quale si asseriva che il papiro fosse stato trovato, il che contravviene alle consuetudini scientifiche del restauro archeologico e papirologico. Nell'edizione critica di Gallazzi e Kramer, dunque diversi mesi dopo l'inizio della controversia e anni dopo le prime pubblicazioni in sedi scientifiche sul papiro, comparve una singola fotografia di un ammasso di cartapesta (detto Konvolut) nella quale occhieggiavano alcune lettere, che venivano ricondotte dagli editori al testo del papiro di Artemidoro o di altri papiri documentari (non ancora pubblicati).
Nel corso del convegno «Il papiro di Artemidoro», l'équipe del Gabinetto interregionale della polizia scientifica delle Marche-Abruzzo, diretta da Silio Bozzi, ha riportato i risultati di un'indagine scientifica alla quale è stata sottoposta la foto del Konvolut: questa ricerca ha messo in luce numerose eclatanti contraddizioni che inducono a ritenere ci sia stata una manipolazione dell'immagine (una «trasmigrazione di dati da un luogo a un altro»). Lo storico della fotografia Paolo Morello ha però definito quella della manipolazione fotografica "una tesi infondata". Morello critica il metodo utilizzato per analizzare la fotografia del "Konvolut", partendo non dalla stampa fotografica conservata presso il centro di Papirologia di Milano dagli anni '90, ma dalla stampa tipografica pubblicata su un libro, il che avrebbe condotto a fondare le argomentazioni su premesse false. Tuttavia, è stato precisato in seguito che l'indagine della polizia scientifica è stata condotta dapprima sulla stampa tipografica e poi, una volta messa a disposizione la stampa originale della foto conservata a Milano, i risultati sono stati confermati su quest'ultima. Un esperto di fotografia, Salvatore Granata, ha inoltre notato una differenza di definizione fra le zone della foto prive di scrittura e quelle che riproducono il testo; quest'anomalia, unitamente al fatto che il grado di nitidezza dell'immagine sia compatibile solo con pellicole in uso negli anni Novanta, porta a ritenere, a suo giudizio, che la fotografia del Konvolut sia una manipolazione realizzata non prima del 1995.
La fotografia del Konvolut è stata oggetto di un convegno tenutosi a San Marino il 5 e 6 novembre 2010. In quell'occasione gli esperti riunitisi hanno portato ulteriori possibili evidenze della manipolazione dell'immagine. Nel corso della presentazione di un volume biografico su Simonidis, tenutasi a Bologna nella Biblioteca dell'Archiginnasio il 9 luglio 2013, il sovrintendente per i Beni archeologici dell'Emilia Romagna, Filippo Gambari, ha dichiarato pubblicamente che la fotografia del Konvolut sarebbe stata giudicata unanimemente un falso da esperti del ministero dei Beni culturali.